# سوزانا نیکولیچ
سوزانا نیکولیچ (کرواتی: Suzana Nikolić؛ زادهٔ ۲۲ ژوئن ۱۹۶۵) بازیگر اهل کرواسی است. وی از سال ۱۹۷۹ میلادی تاکنون مشغول فعالیت بوده‌است.